# Preintalerhütte
Die Preintalerhütte ist eine Schutzhütte der Alpinen Gesellschaft Preintaler (AGP) in den Schladminger Tauern in der Steiermark in Österreich.

## Geschichte
Hans Wödl und die Alpine Gesellschaft der Preintaler entdeckten das unberührte Gebiet der Schladminger Tauern Ende des 19. Jahrhunderts. Sie beschlossen, die idyllische Gegend zu erschließen und errichteten 1891 die Preintalerhütte.
1921 erfolgte ein erster Zubau, es wurden Schlafräume und eine Küche errichtet. 1928 wurde eine Wasserleitung gelegt und 1955 wurden weitere Schlafräume hinzugefügt. 1957 wurden Sanitäranlagen errichtet und 1962 wurde die erste Materialseilbahn gebaut. 1976 begannen die größten Umbauarbeiten, bei denen bis auf die Küche alles neu errichtet wurde. 1977 wurde der provisorische Betrieb wieder aufgenommen und eine Kläranlage errichtet. 1981 wurde der Umbau mit dem Bau des Sanitärtraktes abgeschlossen. 1997 erneuerte man die Kläranlage.
Während dieser hundert Jahre wurde die Hütte von neun verschiedenen Pächtern betrieben. Die letzten Pächter, Franz und Vroni Höflehner, betreuten die Preintalerhütte 40 Jahre lang. Die aktuellen Pächter (seit 2011) sind Wolfgang und Rita Höflehner.

## Aufstieg
Von Schladming fährt man 12 km Richtung Rohrmoos-Untertal, wo man dann beim Parkplatz beim Gasthof zum Riesachfall das Auto gegen Gebühr abstellen kann. Das erste Stück kann man entweder auf der Forststraße oder entlang der Riesachfälle zurücklegen. Der Weg entlang der Wasserfälle wurde im Juli 2005 ausgebaut, um die sehr sehenswerten Wasserfälle besser erreichen zu können. Nach den Wasserfällen führt der Weg wieder auf die Forststraße, der man entlang des Riesachsees, vorbei an einigen Almen bis kurz vor der Hütte folgt. Die letzte Dreiviertelstunde und 250 Höhenmeter führt ein Wanderpfad durch den Wald hinauf zur Hütte. Insgesamt dauert der Aufstieg vom Parkplatz bis zur Hütte zweieinhalb bis drei Stunden.

## Touren
Das Gebiet der Schladminger Tauern ist vor allem für seinen Wasserreichtum und die Seen bekannt.
- Ein Ausflugsziel ist die Seenlandschaft des Klafferkessels. Von der Preintalerhütte sind es etwa drei Stunden bis in den Kessel. Dort kann man entweder eine Runde entlang der Seen gehen und zurück auf die Preintalerhütte oder über den Greifenberg auf die Gollinghütte (ca. 6 Stunden Gehzeit).
- Ein weiteres Wanderziel ist die Hochwildstelle, der höchste Berg, der der Steiermark allein gehört.
- Weiter kommt man über die Neualmscharte zur Hans-Wödl-Hütte (ca. 7 Stunden Gehzeit).
- Das Waldhorn, der Höchstein, Kieseck und der Planai Höhenweg sind ebenfalls Ziele, die von der Preintalerhütte aus erreichbar sind.
- Eine gemütliche Wandertour bieten die zwei Sonntagskarseen, da man zum ersten ungefähr eine Stunde und zum zweiten eine weitere halbe Stunde Gehzeit rechnen muss.
- Die Hütte ist weiters ein wichtiger Stützpunkt am Zentralalpenweg, einem Weitwanderweg von Hainburg an der Donau nach Feldkirch.